# Привреда Чехословачке
Средином 1980-их, комунистичка Чехословачка је била просперитетна по стандардима Источног блока, и добро је пословала у поређењу са многим богатијим западним земљама. Потрошња неких добара као што су месо, јаја и производи од хлеба била је чак и виша од просечних земаља Западне Европе, а становништво је уживало високу макроекономску стабилност и ниско социјално трење. Становници Чехословачке уживали су генерално виши животни стандард од оног у већини других источноевропских земаља. У великој мери зависна од спољне трговине, земља је ипак имала један од најмањих међународних дугова Источног блока према несоцијалистичким земљама.
Економија Чехословачке имала је озбиљне структурне проблеме. Као и остале економије источног блока, произвођачка добра су била фаворизована у односу на робу широке потрошње, што је довело до недостатка робе широке потрошње у квантитету и квалитету у економији недостатка која је резултирала. Стопе економског раста знатно су заостајале за западноевропским колегама Чехословачке. Улагања у индустрију нису дала очекиване резултате. Потрошња енергије и сировина била је превелика. Сами чехословачки лидери осудили су неуспех економије да се модернизује довољном брзином.
Различити статистички концепти и процедуре које користе социјалистички и несоцијалистички економисти чине процену статуса чехословачке привреде компликованом. Статистику спољне трговине је посебно тешко проценити јер су за израчунавање вредности трговинског промета коришћене различите методе конверзије валута. Подаци израчунати на основу несоцијалистичких концепата биће овде идентификовани употребом западних термина као што је бруто национални производ; Чехословачка статистика ће се звати званичним подацима или идентификовати терминима као што су нето материјални производ или национални доходак.

## Функционисање економије
Чехословачка привреда, као и већина економија у социјалистичким земљама, значајно се разликовала од тржишних или мешовитих економија. Главна разлика је у томе што у тржишним привредама одлуке појединачних потрошача и произвођача имају тенденцију да аутоматски регулишу понуду и потражњу, потрошњу и инвестиције и друге економске варијабле, у већини комунистичких економија ове варијабле су одређене националним планом који има снагу. права.
У Чехословачкој, као иу већини социјалистичких земаља, централизована економска структура била је паралелна са владом и Комунистичком партијом Чехословачке (КСЧ). Ова структура је дала партији чврсту контролу над владом и економијом. Он се генерално назива совјетским моделом и први пут је примењен у Совјетском Савезу, који је у почетку био аграрна нација са обимним природним ресурсима, великим унутрашњим тржиштем и релативно малом зависношћу од спољне трговине; циљ је био брз развој тешке индустрије и одбрамбене производње. Чехословачка је, насупрот томе, била мала земља која је већ достигла висок ниво индустријализације и била је прилично зависна од спољне трговине када је совјетски систем први пут наметнут после Другог светског рата.
Средином 1980-их, Чехословачка је имала високо индустријализовану привреду, што се огледа у званичним статистикама из 1985. о производњи нето материјалног производа земље (званична мера агрегатне производње). Индустријски сектор је чинио 59,7 одсто вредности нето материјалног производа; грађевинарство 11,2 одсто; пољопривреда и шумарство 7,5 одсто; и разне друге производне услуге (укључујући транспорт, угоститељство и малопродају, између осталих делатности), 21,6 одсто. Од 1980. године социјалистички сектор (државна предузећа или задруге) стварао је 97,4 посто националног дохотка. Од укупне радне снаге, скоро 99,8 одсто је било запослено у социјалистичком сектору.

### Планови за будућност
Владина министарства су припремила опште директиве које се тичу жељеног развоја привреде. Они су их прослеђивали економском саветодавном телу, Централној планској комисији, која је заузврат припремила дугорочне циљеве привреде. Они су били изражени у опсежним економским плановима - генералним плановима који покривају периоде од петнаест до двадесет година у будућност и у добро познатим петогодишњим плановима. Од 1969. године, економске планове за Чешку Социјалистичку Републику и Словачку Социјалистичку Републику израђивале су сопствене планске комисије, иако је централни план остао најважнији. Међутим, најзначајнији на дневној оперативној основи били су краткорочни годишњи циљеви производње. У свом коначном облику, ови детаљнији годишњи планови имају законску снагу и више нису само водичи или препоруке.
У формулисању различитих планова, Централна планска комисија је претварала директиве министарстава у физичке јединице, осмишљавала задатке за кључне секторе привреде, а затим те информације достављала одговарајућим министарствима која надгледају различите функционалне гране привреде. По добијању задатака, различита министарства су даље поделила план на задатке за индустријска предузећа и фондове или групе предузећа под њиховим надзором. Паралелни процес се одвијао за пољопривреду, у којем је федерално министарство пољопривреде и хране надгледало процедуре планирања за колективне и државне фарме. Пољопривредна газдинства су била колективизована у складу са процесом који је пионир Јосиф Стаљин касних 1920-их, којим су марксистичко-лењинистички режими у Источном блоку и другде покушавали да успоставе уређен социјалистички систем у руралној пољопривреди. Због потребе да се сакрије претпоставка контроле и реалности првобитног недостатка контроле, у земљама као што је Чехословачка није дошло до ликвидације богатих сељака у стилу совјетске декулације. Пошто је Чехословачка била индустријализованија од Совјетског Савеза, била је у позицији да обезбеди већину опреме и улазних ђубрива потребних да би се олакшао прелазак на колективизовану пољопривреду.
Министарства су давала детаљнија упутства у вези са испуњавањем задатака и прослеђивала их управним одборима и предузећима. По пријему предложених задатака, појединачна предузећа су сачинила нацрт плана уз помоћ свог матичног фонда или министарства. Након добијања повратних информација у вези са планом, министарства су се поново консултовала са Централном планском комисијом и, састављајући све нацрте планова, формулисала оперативни план којим би се могле остварити централне директиве. Одговарајући делови задатака су затим још једном послани фондовима и предузећима. Овог пута њихово прихватање од стране предузећа и трустова било је обавезно.
Норме укључене у упутства за предузећа обично су специфицирале обим и врсте потребне производње, расположиве инпуте, распоред производње, категорије послова и стопе плата, и опис планиране инвестиције финансиране из централног буџета. Упутствима су наведени и намети и субвенције из републичког и републичког буџета, циљеви и ограничења добити, као и планови за увођење нових производа и технологије.

### Предности и мане
Заговорници овог централизованог система управљања привредом сматрају да он има низ предности. У централно планираном систему, власти могу распоређивати ресурсе и производне циљеве по свом избору, балансирајући потребе потрошње и улагања на основу дугорочних циљева. Планери у послератној Чехословачкој, на пример, могли су да прошире тешку индустријску базу земље како су желели. Заузврат, истраживачки напори, који су централно усмерени, могу се фокусирати на области које се сматрају виталним за циљеве привреде. Генерално, централно планирање може омогућити произвођачима да искористе предности економије обима, елиминишући сувишне и расипничке активности. Ако је планирање заиста ефикасно, систем би требало да резултира практично потпуном запосленошћу ресурса.
Међутим, како су критичари истакли, одређени аспекти система ометају његово ефикасно функционисање. Један од проблема је додела производних квота. Планери генерално морају да заснивају ове задатке на претходним резултатима предузећа. Менаџери предузећа, знајући да планери имају тенденцију да процењују учинак предузећа на основу извршења или неизвршавања додељених задатака, могу бити у искушењу да потцене и погрешно представе производни потенцијал својих организација како би добили задатак који могу лако да реше. Такође, они могу имати мало подстицаја да претерано испуне аспекте тренутног плана; таква достигнућа могу навести планере да задају знатно тежи или чак неоствариви задатак током следећег периода планирања, што резултира лошом евалуацијом учинка за предузеће. Такав диспаритет би могао да доведе у питање валидност информација које су менаџери предузећа претходно дали планерима. Да би осигурали испуњење плана, менаџери имају тенденцију да преувеличају своје материјалне и радне потребе, а затим да гомилају ове инпуте, посебно ако постоји разлог за бригу о правовременој испоруци залиха. Штавише, пошто планирање према совјетском моделу има за циљ потпуно коришћење ресурса, планови су обично „затегнути“, а амбициозни менаџер који настоји да добије ресурсе изнад оних потребних за постизање норми плана може сматрати да је процес тежак и обесхрабрујући, ако не и немогућ. С обзиром на нагласак на испуњењу плана, менаџери такође могу оклевати да усвоје нову технологију, јер би увођење нове процедуре могло отежати пословање, па чак и угрозити испуњење плана. Критичари су такође приметили да централно планирање производње може резултирати неодговарајућим асортиманом робе са становишта потрошача или производњом ниског квалитета.
Производна добра су била фаворизована у односу на робу широке потрошње, што је узроковало недостатак робе широке потрошње у квантитету и квалитету у економијама недостатка које је резултирало. Пошто су периодичне несташице контрацепцијских пилула и интраутериних уложака учиниле ове системе непоузданим у Чехословачкој, абортус је постао најчешћи облик контрацепције. Многа врхунска роба могла се купити само у специјалним продавницама у страној валути која је углавном недоступна већини грађана. Као резултат, створена су црна тржишта која су се често снабдевала робом украденом из јавног сектора. Изрека у Чехословачкој је била „ако не крадеш од државе, пљачкаш сопствену породицу.“ Власништво приватних аутомобила остало је ниско по западним стандардима. Листа чекања за дистрибуцију чехословачких аутомобила марке Шкода била је до 15 година.
Осим тога, због великих друштвених чистки, толико је радника отпуштено из устаљених професија да су их често морали заменити на брзину обучени млађи радници без сумњивог класног порекла. Један Чехословак је приметио:
Висококвалификовани стручни људи постављају путеве, граде мостове и руководе машинама, а на врху су глупи људи – чији су очеви копали, мели или зидали – говоре другима где да постављају путеве, шта да производе и како да троше новац земље. Последица тога је да путеви изгледају као оранице, правимо ствари које не можемо да продамо, а мостови не могу да се користе за саобраћај... Онда се питају зашто привреда иде низбрдо као десетотонски камион са лошим кочницама.
Као и остатак источног блока, Чехословачка је практично пропустила информатичку и електронску револуцију 1970-их и 1980-их. Партијско-државни плански систем је завршио колапсом под теретом акумулиране економске неефикасности, при чему су различити покушаји реформи само допринели убрзању тенденција које стварају кризе. Поседовала је лоше дефинисана имовинска права, недостатак тржишних клириншких цена и пренапухане или искривљене производне капацитете у односу на аналогне тржишне економије.

### Стопе раста
Стопе раста у Чехословачкој, као и у целом Источном блоку, доживеле су релативан пад. У међувремену, Немачка, Аустрија, Француска и друге западноевропске земље доживеле су повећан економски раст и послератни процват. Све у свему, неефикасност система без конкуренције или тржишних цена постала је скупа и неодржива, посебно са све већом сложеношћу светске економије. Док је већина западноевропских економија у суштини почела да се приближава нивоима бруто домаћег производа по глави становника у Сједињеним Државама, земље Источног блока, као што је Чехословачка, нису. Њен БДП по глави становника пао је знатно испод упоредивих западноевропских колега на бази размене:
| БДП по глави становника (1990 $) | 1938   | 1990    |
| -------------------------------- | ------ | ------- |
| Аустрија                         | $1,800 | $19,200 |
| Чехословачка                     | $1,800 | $3,100  |
| Финска                           | $1,800 | $26,100 |
| Италија                          | $1,300 | $16,800 |

Слични резултати се јављају за БДП на основу ППП:
| БДП по глави становника (1990 $) | 1950   | 1973    | 1990                                      |
| -------------------------------- | ------ | ------- | ----------------------------------------- |
| Аустрија                         | $3,706 | $11,235 | $16,881                                   |
| Италија                          | $3,502 | $10,643 | $16,320                                   |
| Чехословачка                     | $3,501 | $7,041  | $8,895(Чешка република)/ $7,762(Словачка) |
| Совјетски Савез                  | $2,834 | $6,058  | $6,871                                    |
| Мађарска                         | $2,480 | $5,596  | $6,471                                    |
| Шпанија                          | $2,397 | $8,739  | $12,210                                   |

### Пре социјализма
Године 1929. у односу на 1913. бруто домаћи производ је повећан за 52%, а индустријска производња за 41%. Године 1938. Чехословачка је била на 10. месту у свету по индустријској производњи.
После Другог светског рата чехословачка привреда је била релативно неоштећена. Индустрија, која је била највећи сектор привреде, обухватала је велике фирме у лакој и тешкој индустрији. Током рата, немачке окупационе власти су преузеле сва већа индустријска постројења. Након рата, реконституисана чехословачка влада преузела је контролу над овим постројењима. Одмах после рата, Совјетски Савез је почео да преноси велике количине индустријске и друге имовине из земаља источног блока, укључујући Чехословачку. Поред тога, Совјети су реорганизовали предузећа у акционарска друштва у којима су Совјети поседовали контролни интерес. Користећи то контролно средство, од неколико предузећа се захтевало да Совјетима продају производе по ценама испод западног тржишта, као што је уранијум ископан у Чехословачкој.
Спољна трговина је ипак била у приватним рукама и остала је важна у привреди. Извоз машина и робе широке потрошње плаћен за увоз материјала за прераду. Квалитет чехословачких извозних производа био је упоредив са производима произведеним у другим индустријализованим земљама. Пољопривреда је такође остала у приватним рукама, а пољопривреда је и даље углавном била породична ствар. Радна снага у целини била је стручна и продуктивна, а менаџмент компетентан. Овај мешовити систем, који је садржао елементе социјализма и приватног предузетништва, ефикасно је функционисао 1947. и 1948. у оквиру двогодишњег плана у коме су циљеви били општи и индикативни, а не обавезни. Земља је добила значајну помоћ од Запада преко УН-а, а највећи део њене трговине је био са Западом. Све док 1947. није забранио Стаљин, Чехословачка је намеравала да учествује у Маршаловом плану Сједињених Држава за обнову Европе. До 1948. године чехословачка производња се приближила предратном нивоу, при чему је пољопривредна производња била нешто нижа, а индустријска производња нешто виша од ранијих нивоа.
Када је КПЧ у фебруару 1948. преузео потпуну политичку и економску контролу, одмах је почео да трансформише чехословачку економију у минијатурну верзију оне Совјетског Савеза. До 1952. влада је национализовала скоро све секторе; многи искусни менаџери су замењени политички поузданим појединцима који су понекад имали мало искуства у областима којима су били додељени да руководе. Централно планирање је обезбедило обавезни водич за институције и менаџере који треба да прате у скоро свим економским активностима.
Циљеви Првог петогодишњег плана (1949–1953) одражавали су владину посвећеност проширењу сектора привреде за производњу производа. Циљеви су драматично ревидирани навише након 1949. године, делимично као одговор на Корејски рат, како би се изградила металургија и тешка индустрија. Земља је постала важан снабдевач машинама и оружјем другим комунистичким земљама. Спољна трговина са некомунистичким земљама нагло је опала (делимично због трговинске контроле уведене у тим земљама); трговина са комунистичким земљама порасла је са 40% укупне земље у 1948. на 70% деценију касније. Привреда није успела да оствари амбициозне циљеве из првог плана, иако су инвестиције и раст били високи. О резултатима првог петогодишњег плана, Велика совјетска енциклопедија тврди:
„Бруто индустријска производња порасла је за 93 одсто током петогодишњег плана, достигавши ниво више него дупло већи од производње из 1937. године. Машинскоградња је постала водећа индустрија, чија се производња повећала за фактор 3,3 током пет година. Индустријски раст је посебно био убрзано у Словачкој. Истовремено су постојале диспропорције у развоју појединих грана народне привреде, а пољопривреда је заостајала за растућим захтевима индустрије и становништва.“
До краја планског периода развили су се озбиљни инфлаторни притисци и друге неравнотеже, што је захтевало конверзију валуте 1953. године која је уништила уштеђевину многих људи и изазвала избијање грађанских нереда.
Године 1954. и 1955. биле су покривене само годишњим плановима; промена распореда била је део напора чланова Савета за међусобну економску помоћ (Цомецон) да корелирају и интегришу своје планирање коришћењем заједничких периода планирања.
Други петогодишњи план је тада обухватао 1956–60. У том периоду инвестиције су настављене великом стопом, иако су реалне плате и понуда роба широке потрошње такође значајно порасли, а национални доходак је порастао за 6,9%. Међутим, крајем 1950-их, економски лидери су приметили да напори улагања доносе све мањи принос. Потребне су велике инвестиције да би се одржао економски раст. У 1958. и 1959. години, као одговор на ову забрињавајућу ситуацију, влада је направила неколико релативно мањих прилагођавања у функционисању организација и цена – прве од економских реформи у земљи. Реформе су укључивале извесну ограничену децентрализацију власти, пре свега дајући предузећима већу аутономију у управљању инвестиционим фондовима. Намера није била да се у великој мери промени совјетски економски модел, већ да се унапреди његово целокупно деловање. Реформе, међутим, нису довеле до приметних побољшања економских перформанси. На крају, 1962. године, планери су тихо укинули цео програм реформи, поново наметнувши већину централних контрола.
О резултатима Другог петогодишњег плана, Велика совјетска енциклопедија тврди:
„Током другог петогодишњег плана индустријска производња је порасла за 66 одсто, попевши се на четири пута више од предратног нивоа (1937). Национални доходак је порастао за фактор од 2,5 између 1948. и 1960. Социјалистички сектор је сада имао 87,4 одсто пољопривредно земљиште, а организовање земљорадника у задруге је практично завршено. Ипак, по расту производње пољопривреда је заостајала за индустријом. Успеси социјалистичке изградње брзо су подигли животни стандард народа. Национална конференција Комунистичке партије, одржана 5–7. јула 1960. године, потврдила је победу социјалистичких производних односа у земљи. Неколико дана касније, 11. јула, Народна скупштина је усвојила нови устав по коме је земља преименована у Чехословачку Социјалистичку Републику (ЧССР). Устав је ЧССР прогласио социјалистичком државом заснованом на чврстом савезу, на челу са радничком класом, сељаштвом, радничком класом и интелигенцијом.“
Током раних 1960-их, индустријска производња је стагнирала, а пољопривредни сектор је такође забележио релативно слаб учинак. Пољопривреда је била слаб део привреде током 1950-их, константно није успевала да постигне планиране циљеве производње, а минималне реформе из 1958–59. нису много промениле ситуацију. Циљеви постављени за националну економију у Трећем петогодишњем плану (1961–65) брзо су се показали преамбициозним, посебно у погледу спољне трговине. План је одбачен након рецесије 1962. године, а годишњи планови су покривали остатак периода. Национални доходак је заправо опао 1963. До 1965. био је само 1,9% већи него 1960. године, у поређењу са стопом раста од 6,9% у периоду 1956–60.
Многи фактори су допринели лошем учинку привреде, укључујући неповољне временске прилике за пољопривреду, отказивање наруџбина од стране Кине као резултат кинеско-совјетског спора и нереалне циљеве плана. До тог времена, међутим, реформски оријентисани економисти су дошли до закључка да велики део кривице лежи у недостацима совјетског модела. Почели су да припремају додатне реформске мере за побољшање ефикасности привреде.
Неки чехословачки економисти одавно су препознали озбиљне недостатке у совјетском моделу економског развоја, а позиви на децентрализацију појавили су се још 1954. Економисти и други су тврдили да је неприкладно примјењивати совјетски модел на Чехословачку на догматски начин, јер:
- Земља је већ била индустријализована, имала је мало природних ресурса и мало унутрашње тржиште, и остала је на значајан начин зависна од спољне трговине.
- Модел је наглашавао екстензивни развој, као што је изградња нових фабрика, а не интензивне инвестиције у којима су модернизовани производни процеси и побољшана ефикасност.
- Притисак за веће инвестиције и одбрамбену производњу током 1950-их довео је до тога да приватна потрошња расте спорије од нето материјалног производа. Резултат је била хронична инфлаторна пристрасност, која се огледала у несташици потрошачких добара и присилној штедњи становништва.
- Фабрике и грађевинске фирме су држале велике залихе материјала како би надокнадиле нередовне испоруке од добављача.
- Завршетак већине инвестиционих пројеката захтевао је неумерено време, замрзавајући средства у непродуктивној употреби.
- Неадекватно улагање у пољопривреду допринело је хронично лошем учинку ове последње.
- Цене су такође представљале проблем, јер су биле засноване на често супротстављеним политикама; цене нису одражавале ни оскудицу ни трошкове, имале су мало рационалног односа једна према другој на домаћем тржишту и све више су се одвајале од светских цена.
- Чинило се да систем гуши иновације и да не нуди основу за одабир између инвестиционих и производних алтернатива или за процену ефикасности.

### 1960
До раних 1960-их, неколико чехословачких економиста је анализирало ове проблеме и понудило решења. У октобру 1964. Партија је објавила низ принципа за велике економске реформе и, почевши од 1965. године, почела је да спроводи конкретне мере. У јуну 1966. Тринаести партијски конгрес дао је званично одобрење за нови програм, који је добио назив Нови економски модел (НЕМ). Спровођење реформе почело је 1967. године и убрзало је политички развој 1968. Програм реформи је био вишеструки, а његови делови никада нису спроведени. Његов главни циљ је био да значајно ограничи улогу централних органа за планирање уз проширење аутономије и одговорности предузећа:
- Централне власти за планирање требале су да се баве само укупним дугорочним планирањем и да дају опште смернице.
- Предузећа и њихова удружења би била слободна да одреде краткорочне производне циљеве.
- Појединачна предузећа су требала постати финансијски одржива, остварујући профит од своје продаје.
- Државне субвенције би постепено престајале; предузећа која не би могла да послују са профитом морала би да се затворе.
- Профит, а не испуњење планираних квантитативних циљева производње, требало је да постане главни критеријум за оцењивање економских перформанси предузећа.
- Требало је да произвођачи буду све више изложени страној конкуренцији, како би настојали да повећају сопствену продуктивност и снизе цене.
- Као средство зараде преко потребних чврстих валута, извоз у западне земље требало је да се стимулише кроз подстицаје који подстичу предузећа да своје производе учине конкурентним на светским тржиштима.
- Реалнији систем цена био је да замени централно утврђени систем. Цене су требале да одражавају стварне трошкове, ситуацију понуде и потражње и релевантне светске цене. Предузећа су требало да финансирају инвестиције сопственим средствима и каматоносним банкарским кредитима и морала би да оправдају своја улагања у смислу потребе, ефективности и трошкова како би престало распрострањено расипање инвестиционих ресурса.
- Коначно, ревидирани систем плата и плата требало је да елиминише егалитаризам у структури плата и да замени систем заснован на индивидуалном радном учинку и резултатима које добија предузеће које запошљава.

Штавише, влада је консолидовала предузећа у велике производне јединице које су личиле на испоставе којима управљају „дирекције филијала“. Ове велике производне јединице чиниле су међувезу између предузећа и министарстава. Дирекције филијала су имале општу одговорност за рад предузећа у њиховој надлежности, али подела надлежности између веће јединице или фонда и њених подређених чланова није била јасно дефинисана. У пролеће 1968. године, влада је дозволила предузећима да експериментишу са учешћем радника у управљању кроз успостављање савета предузећа.
Чехословачки реформатори нису намеравали да дозволе слободну игру тржишних сила. Они су спровели само део свог програма до августа 1968, када су совјетске и друге трупе Варшавског пакта извршиле инвазију на земљу и реформски експеримент се завршио. У наредне две године дошло је до постепеног укидања већег дела програма. До раних 1970-их, скоро сви трагови реформских мера су нестали.
Крајем 1960-их и почетком 1970-их, чехословачка привреда је наставила да расте респектабилном стопом током читавог периода. Од 1966. до 1970. године, у периоду четврте петолетке, нето материјални производ је растао по просечној годишњој стопи од 6,9%, што је знатно премашило планирани годишњи пораст од 4,1 до 4,4%.

### 1970
Економска "нормализација" резултирала је враћањем на обавезно централно планирање и контролу цена. Преостало је само неколико модификација централног система планирања, укључујући деволуцију неких аспеката планирања на консолидоване производне јединице и модификацију неких планских индикатора да би се нагласила ефикасност, продуктивност, квалитет и иновације, а не само циљеви бруто производње.
Учинак је и даље био задовољавајући током Петог петогодишњег плана (1971–75). У овом периоду нето материјални производ је растао нешто спорије, у просеку 5,7% годишње, али је и даље премашио планирану стопу од 5,1% годишње. Плате, приходи и нивои личне потрошње порасли су по респектабилним стопама упркос укупном повећању инвестиција. Пољопривреда је и даље била слаба област, али је значајно напредовала. До 1975. пољопривредни сектор је био скоро самодовољан у сточарској производњи, а чинило се да је самодовољност у биљној производњи био достижан циљ. Наднице на селу су расле, а механизација је брзо напредовала.
За разлику од тога, током Шесте петогодишњег плана (1976–80), економски резултати су били далеко мање задовољавајући; у завршним годинама периода посебно је уочљиво успоравање привредног раста. Нето материјални производ је у просеку растао само 3,7% годишње, уместо планом предвиђених 4,9%. Пољопривреда и индустрија и повећање продуктивности нису успели да испуне планиране циљеве раста. Проблеми у пољопривреди делом су били последица суше (1976) и јаких зимских и пролећних поплава (1979). Други фактори, као што су несташица пољопривредне механизације и резервних делова и лош квалитет ђубрива, такође су утицали на пољопривредни сектор. Велики увоз житарица је нужно настављен. Током планског периода, стопе раста личне потрошње су опадале, достижући најнижу тачку од 0,5% у 1979. У исто време, за разлику од претходног планског периода, цене на мало су порасле за око 11% током петогодишњег периода. Током последњих неколико година плана, било је широко распрострањених притужби потрошача на недоступност основних производа као што су месо, млеко и поврће. Учинак привреде био је слаб упркос континуираној инфузији значајних инвестиционих средстава. Делимично, пораст стопе инвестиција током 1970-их одразио је велике капиталне издатке за повећање експлоатације угља и других горива и за развој инжењерских грана за производњу опреме за нуклеарне електране. Ипак, с обзиром на значајна финансијска средства која су уливана у привреду, осредње стање чехословачког индустријског погона уопште крајем 1970-их морало је да обесхрабрује економске планере.
Енергетски и трговински проблеми са којима се Чехословачка суочила касних 1970-их такође су били главни фактори успоравања индустријског раста. Услови под којима је Чехословачка обављала спољну трговину почели су нагло да се погоршавају до средине 1970-их. После 1974. нагли раст светских цена нафте делимично се одразио на цену нафте из Совјетског Савеза, главног извора горива и сировина Чехословачке. Цене осталих материјала од којих је зависила привреда земље такође су расле брже од цена њеног извоза, који се састојао првенствено од индустријских добара (посебно машина). Партијски и владини лидери су били опрезни у погледу повећања спољне задужености и настојали су да одрже висок ниво извоза. Током 1970-их, значајан део производње робе широке потрошње и машина у земљи био је преусмерен на извозна тржишта како би се подмирио растући рачун за увоз. Ограничења увоза из некомунистичких земаља смањила су инпуте за домаћу индустрију.

### 1980-1990
Почетком 1980-их економија је имала значајна ограничења, која су препознали економисти, политички лидери, па чак и шира јавност. Земља је имала можда најстарију залиху постројења и опреме у источној Европи, стагнирајућу базу ресурса и растућу зависност од увоза енергије и материјала. Да би се смањиле потребе за енергијом и сировинама и повећала конкурентност чехословачког извоза, домаћа производња је морала да постане ефикаснија. Штавише, стандарди потрошње су и даље били знатно испод оних у западној Европи.
Економски планери су поставили релативно скромне циљеве раста за Седми петогодишњи план (1981–1985), ревидирајући своје циљеве надоле две године након плана. „Интензивирање“ економије — фокусирање на ефикасно коришћење ресурса, а не само на квантитативни раст — била је кључна тачка владине политике. У раним годинама Седмог петогодишњег плана дошло је до озбиљног пада у привреди. Током 1981. и 1982. лична потрошња је заправо опала. Трошкови живота расли су брже од плата. Током последње три године, међутим, економски опоравак је надокнадио раније лоше резултате; према званичним прорачунима, земља је успела да испуни или превазиђе домаће циљеве у целини планског периода. Резултати напора на "интензивирању" били су, међутим, разочаравајући, како су лидери признали. Током плана потрошња енергије је смањена за само 1,7% годишње, мање од плана од 2%.
Релативно повољан исход Седмог петогодишњег плана је вредан пажње, посебно због тога што је неколико међународних трендова негативно утицало на чехословачку привреду током тог периода. Рецесија у развијеним западним земљама ослабила је њихова тржишта за чехословачки извоз; а 1981. Совјетски Савез је објавио своју намеру да смањи извоз нафте у источну Европу, укључујући Чехословачку, за 10%. Иако су 1983. и 1984. године светске цене нафте почеле да падају, цена совјетске (или совјетске) цене, везана за 5-годишњу формулу, довела је до тога да цена совјетске нафте (16,4 милиона од 16,6 милиона тона које је Чехословачка увезла 1984) наставити да се пење. Године 1982. одлука западних банака да ограниче кредите источној Европи као резултат озбиљних проблема плаћања Пољске и позамашних дугова других источноевропских земаља ометала је спољну трговину Чехословачке са Западом.
Лоши резултати привреде раних 1980-их убедили су партијске лидере да су потребне неке промене. Стога је у вези са Седмим петогодишњим планом, 1981. године влада увела низ ограничених реформи под називом „Скуп мера за унапређење система планираног националног економског управљања након 1980. године“. Релативно конзервативне у дизајну и започете без помпе, ове реформе су омогућиле нешто већу слободу деловања менаџерима предузећа у одабраним оперативним областима, дајући им више овлашћења над сопственим инвестиционим активностима и над пружањем финансијских подстицаја радницима. Намера је била да се индустрија у целини учини свеснијом цена и трошкова. Реформе нису захтевале било какво значајно попуштање централног планирања и контроле. 1982. уведене су паралелне реформске мере за пољопривреду; мере су дозволиле званичницима фарме да испоље већу иницијативу управљања и ограничиле број обавезујућих циљева наметнутих фармској производњи. Многи западни посматрачи верују да су ове реформе имале користан ефекат током последњих година плана. Осећало се, међутим, да ове делимичне реформе нису биле довољно свеобухватне да доведу до модернизације и побољшања ефикасности које су тражили чехословачки лидери.
Осма реформа привреде позивала је на даље „интензивирање“ унутар привреде. План је био фокусиран на подизање квалитета и технолошког нивоа производње, снижавање цене енергије и материјала у односу на учинак, повећање продуктивности рада, убрзање темпа иновација на радном месту, унапређење дисциплине и наставак „структурне“ промене у привреде од производних активности које захтевају велику потрошњу енергије до напреднијих технологија и капитално интензивне индустрије. Национални доходак је требало да расте за 19%, или нешто више од 3,5% годишње у просеку. Планови су предвиђали раст индустријске производње за 15,8%, у просеку за око 3% годишње, док је лична потрошња требало да порасте за само 11,9%. Колико год ови циљеви били скромни, били су већи од резултата постигнутих током Седме петолетке. Само је пољопривреда требало да расте спорије од оне из претходног планског периода; са укупним повећањем од 6,9%, то би у просеку износило нешто више од 1% годишње. Инвестиције, иако још увек ниске, повећале би се за 10,4% током плана (у поређењу са 2,5% у периоду 1981–85). Посебна пажња посвећена је машинској и електронској индустрији, хемијској и металуршкој индустрији, изградњи нуклеарних електрана и проширењу мреже природног гаса, као и пројектима који се односе на животну средину. План је предвиђао раст извоза по већој стопи од националног дохотка. Влада није планирала никакво значајно задуживање у чврстој валути, већ се концентрисала на отплату свог релативно скромног (2 милијарде америчких долара) дуга Западу.
Средином 1980-их, чехословачки лидери су признали трајне слабости у економији земље и њену потребу за бржом модернизацијом. Иако је влада најавила да нема великих реформи у вези са Осмом петолетком, 1987. је започет експеримент у коме је учествовало око 120 индустријских предузећа. Ова предузећа су од централних власти требало да добију само кључне податке о планирању; у супротном, требало је да имају повећану аутономију у планирању производње, тражењу профитабилних облика за своје активности и управљању сопственим финансијама. Реформе су представљале значајан корак даље од скромног "Скупа мера" из 1981, који је задржао строгу централну контролу. Ово је био опрезан одговор на амбициозније реформе које је спонзорисао генерални секретар Михаил Горбачов у Совјетском Савезу.

## Финансије и банкарство

### Валута
Круна (Кчс), или круна, била је национална валута. У 1986. валута је наставила да буде конвертибилна само под ограниченим условима и по званичним курсевима. Кршење прописа о размени представљало је озбиљан прекршај. Круна се могла користити само унутар земље и није се користила у спољној трговини. Године 1987. званични, или комерцијални, курс био је 5,4 Кчс за УС$; туристичка, или некомерцијална, стопа је била 10,5 Кчс за УС$. Круна је била законски дефинисана у смислу 123 милиграма злата, што је представљало историјску основу за комерцијалну стопу.

### Банкарски систем
На челу банкарског система земље била је Државна банка Чехословачке. Државна банка је била централна банка, владин финансијски агент, комерцијална банка земље, инвестициона банка и клириншки агент за обавештења о наплати. Такође је надзирао остало банкарство у земљи и, у сарадњи са одређеним министарствима, формулисао финансијски план за Чехословачку. Остале банке, такође у државном власништву, биле су подређене Државној банци и стављене на посебне функције.
- Комерцијална банка Чехословачке је првенствено била банка за девизне трансакције.
- Три додатне банке — од којих су две биле штедионице, по једна за сваку од република, које су давале кредите појединцима — довршиле су банкарски систем 1980.

Основна функција банкарског система била је да делује као агент владе у спровођењу финансијског плана, чији се важан део састојао од проширења и уговарања кредита за задовољење потреба привреде. Централне власти су директно контролисале већину инвестиција, а национални план је регулисао производњу. Државна банка је деловала као надзорни агент у одобравању кредита предузећима, обезбеђујући да инвестиције испуне планске циљеве. Највећи део банкарских кредита био је за обртна средства, који су у великој мери коришћени за финансирање набавке материјала и продаје готових производа. Чинило се да су овлашћења Државне банке донекле ограничена, пошто је кредит одобрен у складу са смерницама за планирану производњу.
Централне власти су одређивале каматне стопе, које нису одражавале цену капитала нити су значајно утицале на ток кредита. Уместо тога, почевши од 1970-их, каматне стопе су диференциране да би се постигли циљеви плана. Каматне стопе су биле ниске за предузећа која су модернизовала производни процес. Казнене стопе су коришћене ако су фирме одступиле од планских циљева. Средином 1980-их, највећи део инвестиционих кредита одлази у индустријски сектор, затим пољопривреду, грађевинарство и трговину на мало.
Банкарски систем је пословао у оквиру финансијског плана. Главни елементи финансијског плана укључивали су алокацију на потрошњу и инвестиције, инострано и домаће финансирање инвестиција и промене плата и цена. Органи за планирање су били у позицији да искористе централизовани банкарски систем за спровођење великих корективних мера, као што се догодило 1953. године када су инфлаторни притисци постали озбиљни и акумулирана штедња становништва била у великој мери избрисана конверзијом валуте. Након овог искуства, званичници су поставили строжију контролу инвестиција, дозвољавајући да реалне плате и животни стандард постепено расту. Али крајем 1970-их, а посебно почетком 1980-их, погоршање услова трговине, уска грла у привреди и потреба за великим инвестицијама у енергетику и индустрију у комбинацији су ограничиле издвајања за потрошњу.

### Инфлација и цене
Наметање совјетског модела увело је хроничну инфлаторну пристрасност у чехословачку економију, иако се инфлација није нужно одразила на цене. Контрола цена (слободно су се одређивали само приватни прехрамбени производи, посебно воће и поврће) више пута је доводила до инфлаторних манифестација у другим областима, као што су несташице на тржишту и повећање штедње становништва. Иако су званичници генерално ограничавали раст цена (што је узроковало да индекси цена споро напредују), до средине 1970-их цене су морале да се чешће прилагођавају навише. Овај тренд се наставио током 1980-их, а велика повећања цена хране догодила су се 1982. године.

### Буџет и порези
Поред банкарског система, друго значајно финансијско средство за спровођење економске политике и годишњег плана били су буџети централне и републичке владе. Чехословачка влада је објавила мало информација о буџету. Међутим, западни посматрачи верују да су мали вишкови прихода чешћи од дефицита. Буџетски приходи су остварени првенствено од државних привредних организација и пореза на промет. Порез на доходак давао је мали део прихода. Други мањи извори прихода укључивали су пољопривредне порезе и царине. Органи за планирање су прерасподелили ова буџетска средства у складу са планским смерницама, користећи буџет за подстицање одређених сектора кроз субвенције или инвестиционе фондове.
Централне власти одређују цене за преко 1,5 милиона врста робе. Државна предузећа су била теоретски самостални финансијски субјекти који су покривали трошкове и добит од продаје. Међутим, пошто је влада одредила производне квоте, стопе плата и цене за произведене производе и инпуте који се користе у процесу, менаџери су имали мало слободе да управљају. Током 1950-их, влада је прикупила скоро сва средства предузећа изнад трошкова за преусмеравање у складу са својим приоритетима. Након реформи из 1958. године, предузећа су добила мало већу контролу над вишком средстава, иако је влада наставила да контролише износ вишка. Осамдесетих година, влада је охрабривала предузећа да предузму модернизацију и друга ограничена улагања из сопствених средстава и банкарских кредита и да се мање ослањају на буџетска средства.
Порез на промет, још један велики извор буџетских прихода, првобитно је коришћен у Совјетском Савезу као једноставан и ефикасан метод прикупљања већине средстава потребних влади без потребе за опсежним књиговодством и проценом. У Чехословачкој је уведен 1953. године и изгубио је значај као главни извор прихода тек касних 1960-их, када су други намети извлачили средства из државних предузећа. Порез је наплаћиван на робу намењену малопродаји, при чему је стопа варирала у зависности од разлике између трошкова произвођача плус одобрене марже и продајне цене коју су одредили службеници за цене. Малопродајне цене индустријских производа широке потрошње, као што су одећа, а посебно дувански производи, алкохолна пића и шећер, биле су знатно веће од цена основних потрепштина као што су кромпир, млеко и јаја. Чинило се да је порез на промет био и извор прихода и средство које се користи за утицај на обрасце потрошње.